# Гіперфосфатемія
Гіперфосфатемія — це електролітний розлад, при якому спостерігається підвищений рівень фосфатів у крові. Більшість людей з гіперфосфатемією не мають жодних симптомів, тоді як у деяких з'являються відкладення кальцію в м'яких тканинах. Розлад часто супроводжується низьким рівнем кальцію в крові, що може призвести до м'язових спазмів.
Причини гіперфосфатемії включають ниркову недостатність, псевдогіпопаратиреоз, гіпопаратиреоз, діабетичний кетоацидоз, синдром лізису пухлини та рабдоміоліз. Діагноз, як правило, базується на визначенні рівня фосфату крові, що перевищує 1,46 ммоль/л (4,5 мг/дл). Хибне підвищення фосфатів може з'являтися при високих рівнях ліпідів у крові, високих рівнях білка в крові або високому рівні білірубіну в крові.
Лікування може включати дієту з низьким вмістом фосфатів і антациди, такі як карбонат кальцію, який зв'язує фосфат. Іноді можна застосовувати внутрішньовенний фізіологічний розчин або нирковий діаліз. Наскільки часто це відбувається, незрозуміло.

## Ознаки та симптоми
Ознаки та симптоми включають ектопічну кальцифікацію, вторинний гіперпаратиреоз та ниркову остеодистрофію. Аномалії метаболізму фосфатів, такі як гіперфосфатемія, включені у визначення нової хронічної хвороби нирок — мінерального та кісткового розладу (ХНН–МБН).

## Причини
| Порушення виведення фосфату нирками                 | - Зниження функції нирок - Низький рівень паратгормону - Під час росту - Аутоімунні процес - Після операції на шиї або опромінення - Активація мутацій кальцій-чутливого рецептора - Пригнічення паращитовидних залоз - Паратиреоїднезалежна гіперкальціємія - Інтоксикація вітаміном D або вітаміном A - Саркоїдоз, інші гранулематозні захворювання - Іммобілізація, остеолітичні метастази - Молочно-лужний синдром - Тяжка гіпермагніємія або гіпомагніємія - Псевдогіпопаратиреоз - Акромегалія - Пухлинний кальциноз - Гепаринотерапія |
| Масивне навантаження позаклітинної рідини фосфатами | - Швидке введення екзогенного фосфату (внутрішньовенне, пероральне, ректальне) - Велике клітинне пошкодження або некроз - Розтрощена рана - Рабдоміоліз - Гіпертермія - Фульмінантний гепатит - Цитотоксична терапія - Важка гемолітична анемія - Трансцелюлярні фосфатні зсуви - Метаболічний ацидоз - Респіраторний ацидоз |

Гіпопаратиреоз: у цій ситуації спостерігається низький рівень паратгормону (ПТГ). ПТГ зазвичай пригнічує реабсорбцію фосфату в нирках. Таким чином, без достатньої кількості ПТГ відбувається збільшення реабсорбції фосфату в нирках, що призводить до високого рівня фосфату в крові.
Хронічна ниркова недостатність: коли нирки не працюють належним чином, відбувається підвищена затримка фосфатів.
Лікарські засоби: гіперфосфатемія також може бути викликана прийомом пероральних розчинів фосфату натрію, призначених для підготовки кишечника до колоноскопії у дітей.

## Діагностика
Діагноз ставиться за допомогою вимірювання концентрації фосфатів у крові. Концентрація фосфатів більше 1,46 ммоль/л (4,5 мг/дл) свідчить про гіперфосфатемію, хоча можуть знадобитися додаткові тести для виявлення основної причини підвищених рівнів фосфатів. Коли рівні перевищують 1,6 ммоль/л (5 мг/дл) такі рівні вважаються суттєво підвищеними.

### Одиниці виміру
Фосфати в крові існують у хімічній рівновазі гідрофосфату (HPO42–) і дигідрофосфату (H2PO4–), які мають різну масу. Фосфат (PO43–) і фосфорна кислота (H3PO4) не присутні в значних кількостях. Таким чином, мілімолі на літр (ммоль/л) часто використовуються для позначення концентрації фосфату. Якщо використовується міліграм на децилітр (мг/дл), це часто означає масу фосфору, зв'язаного з фосфатами, але не масу окремого фосфату.

## Лікування
Високих рівнів фосфатів можна уникнути за допомогою фосфатзв'язувальних речовин і обмеження фосфату в їжі. Якщо нирки працюють нормально, можна індукувати сольовий діурез, щоб вивести надлишок фосфату нирками. У крайніх випадках використовують гемодіаліз. Ліки, що зв'язують фосфат, включають севеламер, карбонат лантану, карбонат кальцію та ацетат кальцію. Раніше препаратом вибору був гідроксид алюмінію, але від його використання відмовилися через підвищений ризик токсичності алюмінію.